# Milton Henschel
Milton George Henschel (9 de agosto de 1920 - 22 de marzo de 2003) fue un miembro del Cuerpo gobernante de los testigos de Jehová y presidente de la Watch Tower Bible and Tract Society of Pennsylvania.

## Biografía
Formó parte del personal de las oficinas centrales de los Testigos de Jehová en Nueva York cuando era joven y sirvió allí más de sesenta años. En 1939 se le nombró secretario de Nathan Homer Knorr, el entonces superintendente de la imprenta de los Testigos de Jehová en Brooklyn. Cuando Knorr comenzó a dirigir la obra mundial de los Testigos, en 1942, continuó utilizando a Milton Henschel como su ayudante. En 1956, Henschel se casó con Lucille Bennett, y dedicaron el resto de su vida a servir de tiempo completo como Testigos de Jehová.
Colaboró estrechamente con Nathan Homer Knorr hasta que éste falleció en 1977. Con frecuencia, a su lado, viajó a más de ciento cincuenta países. En 1963, mientras asistía a una asamblea de distrito en Liberia, fue víctima de una severa persecución por negarse a participar en una ceremonia patriótica. Regresó a Liberia unos meses más tarde para reunirse con el presidente de la nación a fin de conseguir mayor libertad religiosa para los Testigos de Jehová de aquel país. 
Fue elegido presidente de la Watch Tower Bible and Tract Society of Pennsylvania el 30 de diciembre de 1992, después de la muerte de Frederick William Franz, 4.º presidente de la misma.
El 7 de octubre de 2000, como parte de un cambio administrativo promovido por el Cuerpo gobernante de los testigos de Jehová, todos los miembros de dicho cuerpo que eran directivos de alguna de las entidades legales usadas por la Congregación, renunciaron a sus cargos, a razón de dedicarse más de lleno a asuntos espirituales. Esto incluyó la renuncia de Milton como presidente de la Sociedad.
Falleció el 22 de marzo de 2003, a los 82 años de edad.
| Predecesor: Frederick William Franz | Presidente de la Watch Tower Bible and Tract Society of Pennsylvania 30 de diciembre de 1992 - 7 de octubre de 2000 | Sucesor: Don Alden Adams |